# Golpe de Estado no Peru em 1968
O Golpe de Estado no Peru de 3 de outubro de 1968, denominado pelos militares como o início da "Revolução Nacionalista", foi uma ação militar realizada por um grupo de oficiais do Exército Peruano liderado pelo General Juan Velasco Alvarado, para derrubar o presidente eleito constitucionalmente Fernando Belaúnde Terry; paulatinamente os demais membros das Forças Armadas do Peru, compostas pela Marinha e pela Força Aérea, foram se sujeitando, aceitando o fato consumado.
O golpe de Estado de 1968 ocorreu durante o governo Belaúnde (1963-1968), como resultado de disputas políticas que se tornaram norma, sérias discussões entre o presidente Belaúnde e o Congresso rebelado, dominado pela coalizão APRA-UNO (Unión Nacional Odríista). O Congresso passou a censurar vários gabinetes do governo Belaúnde, e uma instabilidade política geral foi percebida. O general Juan Velasco Alvarado liderou o golpe.

## Contexto
Uma disputa com a International Petroleum Company sobre as licenças para os campos de petróleo de La Brea y Pariñas na província de Talara, norte do Peru, gerou um escândalo nacional quando uma página importante de um contrato (a décima primeira) foi considerada desaparecida. As Forças Armadas, temendo que esse escândalo pudesse levar a outro levante ou a ascensão do partido Aliança Popular Revolucionária Americana (APRA), assumiram o poder absoluto e fecharam o Congresso, com quase todos de seus membros sendo presos por um breve período. O general Velasco tomou o poder em 3 de outubro de 1968, em um golpe militar sem derramamento de sangue, depondo o governo democraticamente eleita de Fernando Belaúnde, sob a qual serviu como Comandante das Forças Armadas. O presidente Belaúnde foi enviado ao exílio. A reação inicial contra o golpe evaporou após cinco dias, quando em 8 de outubro de 1968, os campos de petróleo em disputa foram tomados pelo Exército.